# Minden Whyte-Melville Macleod
Minden Whyte-Melville Macleod, britanski general, * 1896, † 1981.